# Софија Ротару
Софија Михајловна Јевдокименко-Ротару (рус. Софи́я Михайловна Евдокименко-Ротару, молд. Sofia Rotaru, укр. Софiя Ротару; Маршинци, 7. август 1947) музичарка је, плесачица и продуцент. Позната је по дубоком гласу и сексепилу, али и контроверзама у земљама источне Европе, у којима је популарна (Русија, Украјина, Молдавија). Називана је краљицом попа.